# Bulgaarse parlementsverkiezingen 1953

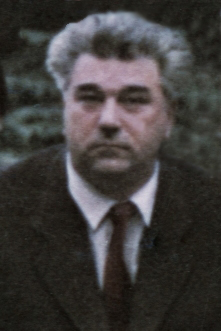
De streng stalinistische premier van Bulgarije, Valko Tsjervenkov (1900-1980)

De Bulgaarse parlementsverkiezingen van 1953 waren op basis van een eenheidslijst van het door de communisten gedomineerde Vaderlands Front en vonden plaats op 20 december 1953. Het Vaderlands Front kreeg 99,8% van de stemmen.

## Uitslag
| Partij                                                  | Stemmen   | %       | Zetels    |
| ------------------------------------------------------- | --------- | ------- | --------- |
| Vaderlands Front (BKP, BZNS, onafhankelijke kandidaten) | 4.981.594 | 99,82%  | 249 / 249 |
| Tegen                                                   | 9.077     | 0,18    | 0 / 249   |
| Totaal                                                  | 4.990.671 | 100,00% | 249       |
|                                                         |           |         |           |
| Geldige stemmen                                         | 4.990.671 | 99,98%  |           |
| Blanco/ ongeldige stemmen                               | 967       | 0,02%   |           |
| Totaal uitgebrachte stemmen                             | 4.991.638 | 100,00% |           |
| Geregistreerde kiezers/ opkomst                         | 5.017.667 | 99,48%  |           |
| Bron: Nohlen & Stöver, W.P.                             |           |         |           |